# Grötomslag
Grötomslag, äldre metod för att åstadkomma lokal uppvärmning av ett visst ställe, till exempel i smärtlindrande syfte eller vid vissa inflammationer. 
Vad gröten består av är inte av någon större vikt, den kan beredas av vanligt mjöl, av havregryn, av linfrö eller något liknande, det viktiga är att den håller en lagom temperatur för att värma utan att bränna eller orsaka annat obehag. När gröten är färdigberedd läggs den i en duk som viks till ett paket så att den inte kladdar ner, därefter placeras paketet på det aktuella området.
Numera används elektriska värmedynor istället för grötomslag. Ordet har förekommit sedan ungefär 1795.